# بلاد بابل

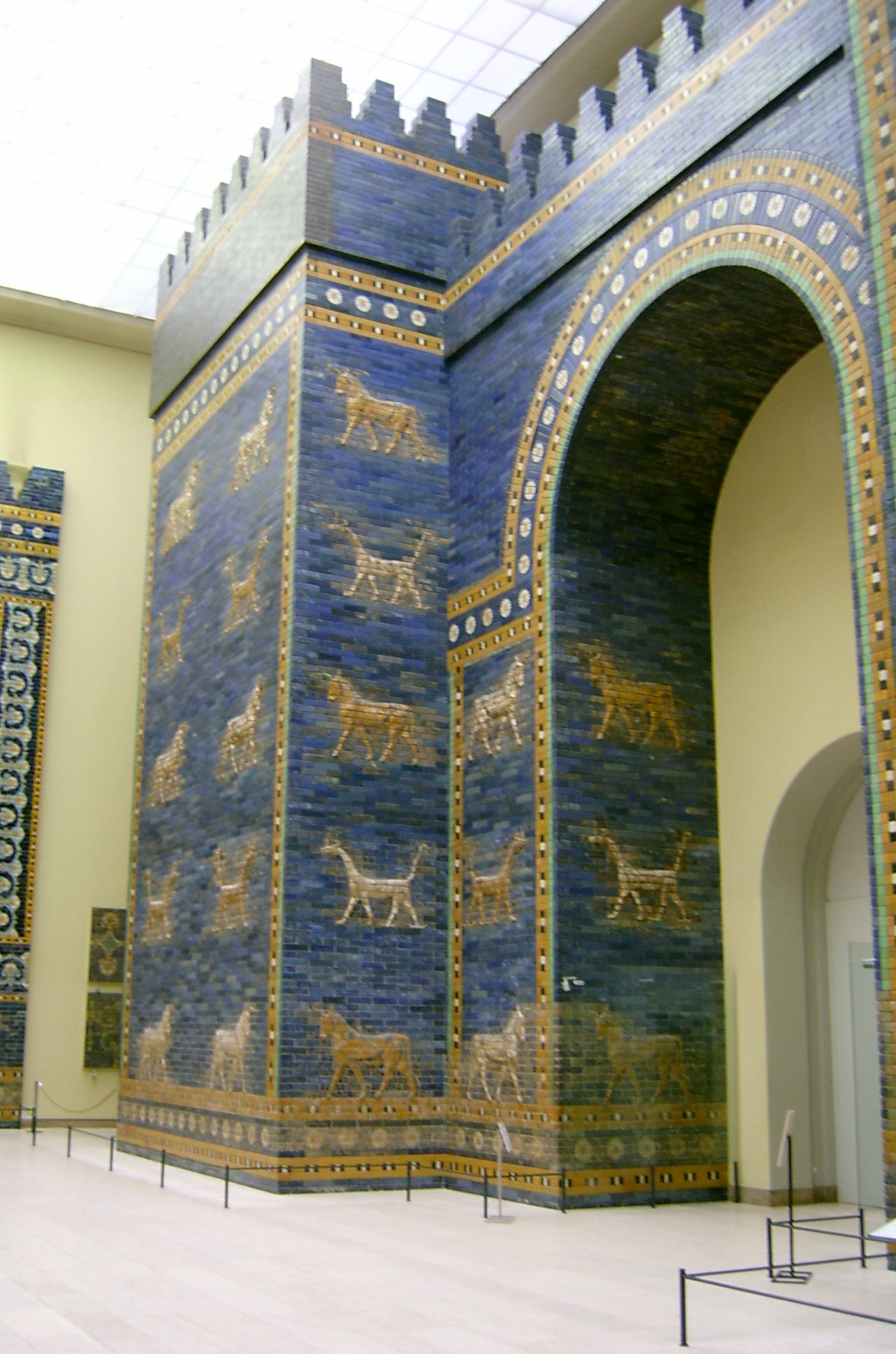
بوابة عشتار لمدينة بابل القديمة حاضرة الكلدان، تاريخ عريق تضرب جذوره في عمق التاريخ ـ محفوظة في متحف برلين.

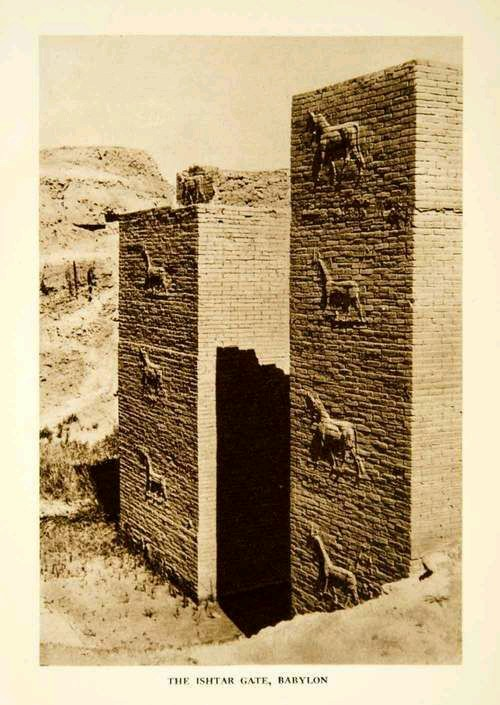
آثار بابل وتظهر في الصورة بوابة عشتار عام 1938

بلاد بابل أو البابلية أو بابل تعني بالأكّدية (بوابة الإله)، وكان الفرس يطلقون عليها «بابروش» دولة بلاد ما بين النهرين القديمة. كانت تعرف قديما ببلاد سومر وبلاد سومر كانت تقع بين نهري دجلة والفرات (جنوب بغداد حاليا) بالعراق. فظهرت الحضارة البابلية ما بين القرنين 18ق.م. و6 قبل الميلاد. مركز هذا الإقليم هو مدينة بابل والتي مرّ عليها خلال فترات وجودها العديد من الشعوب والحكام.
وكانت بلاد بابل تقوم على الزراعة وليس الصناعة. وبابل دولة أسسها حمورابي عام 1763ق.م. وهزم حمورابي آشور في عام 1760 ق.م، وأصدر قانونه (شريعة حمورابي) وظل حكم سلالة حمورابي قائما حتي عام 1595ق.م.
وفي عام 1595ق.م. استولى ملك الحيثيين مورشيلي الأول على بابل وانهي سلالة حمورابي ونهبها ثم غادر مخلفا ورائه دمار هائل. حكمت بابل بعد ذلك بابل من قبل الكاشيين، ضعفت بابل الكيشية كثيراً ونتيجة لذلك دفعت بابل الجزية لملك مصر تحتمس الثالث وبعد نحو أربعة مئة سنة استولى الآشوريون عليها عام 1240 ق.م. بمعاونة العلاميين. وظهر نبوخدنصر الأول كملك لبابل (1245ق.م.- 1104 ق.م.). ثم دخلها الكلدانيون عام 721 ق.م. ثم دمر الآشوريون مدينة بابل للمرة الثانية في عام 689 ق.م. إلا أن البابليين قاموا بثورة ضد حكامهم الآشوريين في عام 652 ق.م. وقاموا بغزو آشور عام 612 قبل الميلاد بقياة الملك الكلداني نبوبولاسر، واستولى نبوخدنصر الثاني على القدس عام 587 ق.م. وسبي اليهود عام 586 ق.م. إلى بابل. وهزم نبوخدنصر الثاني الفينيقيين عام 585 ق.م. وبني حدائق بابل المعلقة. ثم استولى الإمبراطور الفارسي قورش علي بابل عام538 ق.م. في زمن الملك الكلداني بلشاصر وضمها لإمبراطوريته.
أعظم ملوكها حمورابي (توفي عام 1750 ق.م.) والذي اشتهر بمجموعة القوانين المعروفة باسمه. وبعد حمورابي بفترة يسيرة أفل نجم هذه الإمبراطورية لتعود وتزدهر من جديد وتتسع رقعتها فتشمل فلسطين وتبلغ الحدود المصرية وذلك في الفترة التي سيطر خلالها الكلدانيون على بابل ابتداءً من عام 625 قبل الميلاد. ويطلق على الإمبراطورية البابلية في هذهِ المرحلة اسم «الإمبراطورية البابلية الثانية». ويعتبر نبوخذ نصر أعظم ملوك بابل (605-562 ق.م.) في عهدها الجديد هذا، وكانت آنذاك مطوقة بأسوار ضخمة ذات أبواب عريضة. وما هي إلا فترة قصيرة حتى سقطت بابل في يد كورش الثاني ملك الفرس (عام 539ق.م.). والحضارة البابلية صنفت كأعظم الحضارات القديمة. وقد حققت إنجازات ذات شأن في الفلك والرياضيات والطب والموسيقى.
وبصورة عامة إن سكان ما بين النهرين الأقدمين، قسمان:
الكلدانيون وعاصمتهم بابل على نهر الفرات، والآشوريون وعاصمتهم نينوى على نهر دجلة. وتاريخهم الذي اتُّفق على أنه يبدأ منذ أربعة آلاف سنة قبل المسيح، فينقسم إلى أربعة عصور، وهي:
- عصر الإمبراطورية الكلدانية الأولى، ويبدأ منذ أربعة آلاف سنة قبل المسيح، وينتهي في القرن الثالث عشر قبله: كان فيها انحسار الحكم في أيدي أشراف كلدة (نظام الإقطاعات). ولقد سبق هذا العصر الملوك الفاتحين في الشرق القديم كما في الغرب الحديث، وكان قادة بابل وغيرها مستقلين يحملون اسم «باتيزي»، أي القساوسة والكهنة

ومن أكبر حوادث الدهر الذي دام ستة وعشرين قرناً حادثة إغارة العلميت (أعجام بيروز) الذين انحدروا من شرق دجلة وجعلوا عاصمة ملكهم شوشن قبل الميلاد بألفين وثلاثمائة سنة، حيث نقلوا إلى هياكلها تماثيل الآلهة مثل آلهة (نانا) ولكن آشور بانيبال استردها بعد ذلك بستة عشر قرناً. واستمر ملك الكلدانيين إلى القرن الرابع عشر قبل الميلاد، حينما سقطت كلدة تحت سيادة نينوى.
- عصر الإمبراطورية الآشورية الأولى، إلى الف سنة قبل المسيح
- عصر الإمبراطورية الآشورية الثانية، منذ ألف سنة، إلى سنة ٦٢٥ قبل المسيح
- عصر الإمبراطورية الكلدانية الثانية، من سنة ٦٢٥ إلى ٥٣٣ قبل المسيح:  تسلّم (نبوخذ نصر) مقاليد الملك الذي أسسه أبوه (نابو نصر) في عهده فأخضع القدس وقضى على شعبها بالسبي، وحمل على صور، وبعد دفاع ثلاث عشرة سنة فتحها عنوة. وكذلك نازل «نيخو» ملك مصر وهزمه شر هزيمة. ثم وقف يستريح من عناء الفتوحات، وانصرف إلى تجميل بابل، فبلغت شأواً بعيداً من الرفعة والفن والمجد، وفاقت نينوى حضارة وتمدناً، حتى أصبحت أعجوبة العالم القديم. وكذلك وجه همه إلى أعمال الري في بابل، فأنشأ مساقي جديدة، ثم نشط الملاحة في الخليج العربي. حتى إن التوراة أشارت إلى زهوه وذكرت أن الله عاقبه على شروره فمسخه دابة رعت الكلأ سبع سنين. وقد ذكر في التوراة أيضا (دانيال، الإصحاح الخامس) سيرة بلشاصر آخر ملوك بابل وكيف فوجيء وهو في وسط لهوه بالجيش الفارسي الذي دخل المدينة بعد أن حول مجرى الفرات.

## النظام السياسي والإداري

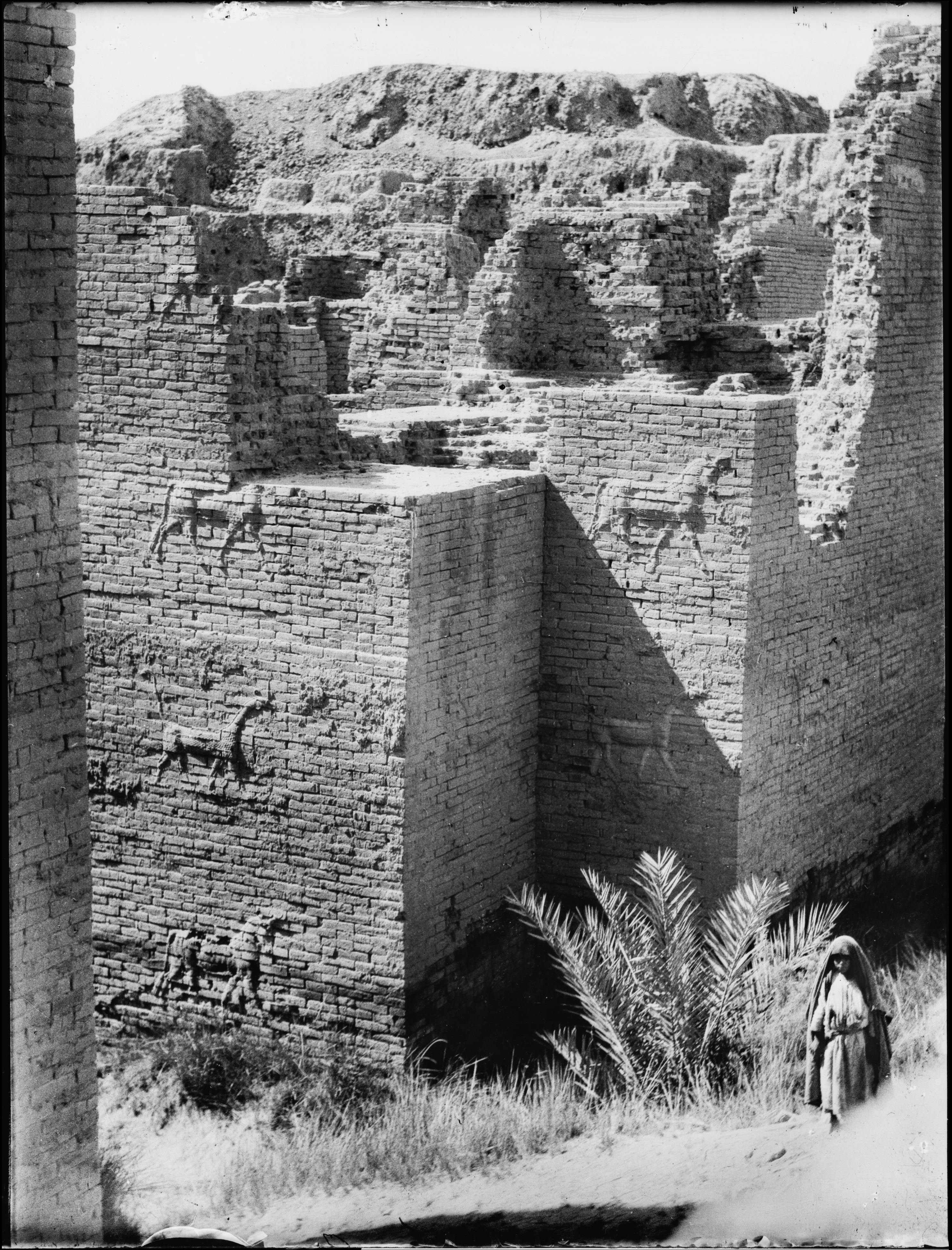
صورة لآثار بابل من حفريات 1930

عرف في البابلية نظام الحكم الملكي الوراثي، ونادرًا ما تمتع الملوك بالسيادة المطلقة، فالقصر الملكي هوالمركز الإداري إلى جانب المعبد. ومع ادعاء الملوك أن الآلهة هي التي اختارتهم لحكم البلاد وفوضت إليهم التصرف في شؤون الرعية، فلم يؤلهوا أنفسهم كما فعل غيرهم.
والملك هو من يقرر للموظفين الكبار في القصر حدود المهام. وكان يكلفهم بالأعمال العسكرية أيام الحرب. ولم يكن الملك يحمل ألقابًا فضفاضة مثل ملك الجهات الأربع التي كانت شائعة في المملكة الأكدية، بل كانوا يكتفون بلقب «الملك الكبير»، و «الملك القوي»، كما أطلق حمورابي على نفسه لقب «الراعي الوالد». وكان الوزير («سوكَلّو») يساعد الملك، والمحافظ «ربيانون» (الكبير) يدير الأقاليم والمقاطعات باسم الملك. ثم شاعت تسمية «خَزْيانُم/خَزَنّمُ» له. وتوجب على مختلف موظفي الإدارة أن يكونوا قادرين على الكتابة، ولذلك كثيراً ما أشير لهم بصفة كاتب «طبُشَروّ» (الكتّاب)، وأداروا شؤون زراعة القصر والمعبد. كما توجب عليهم قياس الأراضي لأصحاب الأملاك والمزارعين المستأجرين، ومراقبة شؤون تربية الحيوان والصيد. ووجد موظفون مسؤولون عن تنظيم القنوات المائية الرئيسة وصيانتها، وإقامة الحواجز والسدود على الأنهار؛ أما أمر تحصيل الضرائب والرسوم المختلفة من التجار وأصحاب المهن المختلفة فكانت تقع على مسؤولية الجباة «ماكِسُ».

### الدولة البابلية القديمة

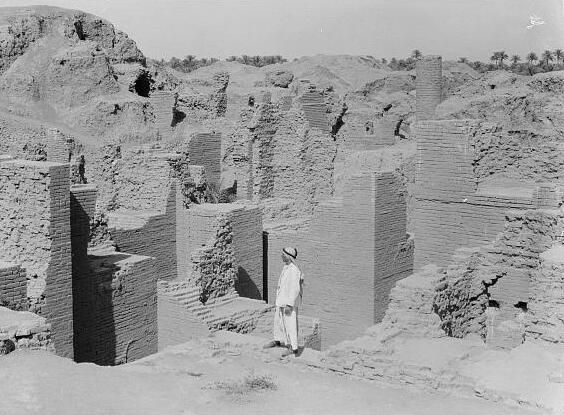
آثار بابل قرب بوابة عشتار 1932

اُسست بابل من قبل الأموريين (1894- 1830 ق.م) بزعامة «سومو- آبوم» الذي بدأ بناء سور حول بابل سماه «خيرات إنليل» واكمل بنائه خليفته «سومو- لا – إل».

امتداد امبراطورية بابل خلال حكم حمورابي (نحو 1790).

اما حمورابي سادس ملوك البابلية [عام 1792 قبل الميلاد]، فقد تنبه باكراً إلى الوضع السياسي لدويلات المدن في المنطقة قديماً، واستغله بحنكة عبر سيطرته على الطرق التجارية عند أضيق منطقة بين نهري دجلة والفرات، مما جعل من بابل إحدى أهم مدن المشرق حينها. وبخضوع عيلام وسوبارتو واشنونا، اضحى حمورابي سيد آشور أيضاً. وبفتحه لارسا امتدت دولته لتشمل مناطق التي كانت أراضي الدولة الأكدية والسومرية، وبذلك أصبحت دولة بابل الدولة الأقوى في بلاد الرافدين.
وقد أثبت حمورابي حنكته في السياسة الخارجية، كما إنشاء العديد من شبكات الري والابنية، وحكم البلاد وفق قانون جزائي جمع فصوله فيما يعرف بقانون حمورابي الذي ضبط بمواده (282 مادة قانونية) القوانين التي شملت جميع الشرائح الاجتماعية. وقد كتبت نصوص هذا القانون على النُصب والرُقم وعُرضت في المدن، كما رفع حمورابي الرب مردوخ إلى رتبة الإله الرئيسي لبلاد بابل.
مع بداية حكم «شمشو- إلونا» ابن حمورابي بدأت حركات التمرد تعم مدن الجنوب، مما اضطره لخوض معارك عديدة. إلا أن سيطرة بابل على المنطقة بدأت تضعف مع الوقت. كما ساهمت هذه التمردات الداخلية والغزوات الخارجية في فقدان بابل قدراتها على ضبط بلاد بابل. وانتهت دولة بابل القديمة مع غزو الملك الحيثي «مورشيلي الأول» (ملك الحيثيين) الذي حكم بين عامي (1604- 1594 ق.م) مدينة بابل.

### حكام البابلية اللاحقين
تعتبر الفترة اللاحقة لعهد الدولة البابلية القديمة من الفترات المظلمة في التاريخ لندرة المصادر الكتابية، فقد حكم الكاشيون البابلية لفترة 400 سنة (1530 - 1160 قبل الميلاد)، وقد مدوا نفوذ الدولة من الفرات إلى زاغروس وجعلوا منها في القرن 15 ق.م قوة أقليمية بين قوى العالم القديم حينها المتمثلة بالدول الحيثية والميتانية والمصرية. تبع ذلك بفترة قصيرة بداية المد الآشوري ليطال بلاد بابل.
في العام 1155 ق.م هاجمت دولة عيلام (الأحواز الحالية) منطقة بابل ودخلت مدينة بابل نفسها ودمرتها ونهبتها، ومن المنهوبات كانت مسلة شريعة حمورابي الشهيرة التي أخذت ووضعت في مدينتهم، في مدينة سوسه.
في العام 1137 ق.م تمكن «نبوخذ نصر الأول» ملك مدينة إيسن من إقصاء الحكام الكاشيين وتنصيب سلالة إيسن الثانية حكاماً على البابلية، كما حارب عيلام ودمر مدينة سوسه واعاد مسلة حمورابي إلى بابل، أما محاولات نبوخذ نصر الأول لتوسيع نفوذ بابل فقد راقبتها وثبطتها الدولة الآشورية، مع أنه لم تحصل مواجهة مباشرة بين الدولتيين، لكن سرعان ما ضمت الدولة الآشورية بابل ولم تدمرها ولم تمس المعابد الذي اعُتبر تدنيس للمقدسات. كما زوّج «شولمانو- اشارئد» الثالث ابنه «شمشي- اداد» الخامس من الأميرة البابلية«شميرومات» المعروفة تحت اسم سميراميس التي حكمت بعد موت زوجها الدولة الآشورية لأربع سنوات. كما قام «توكولتي- ابلي- إشارا» الثالث بتتويج نفسه في بابل بعد قلاقل حدثت هناك، وبذلك يتوحد التاج الملكي لبابل وآشور لأول مرة في التاريخ ورداً على المحاولات البابلية العدة للتخص من حكم آشور وبمساعدة عيلام، قام «سنحريب» في العام 689 ق.م بمهاجة مدينة بابل وتدميرها، وقد حاول ابنه «آسرحدون» إعادة بناء المدينة وإعادة عظمتها القديمة، إلا أن السياسية الآشورية تغيرت اتجاه بابل بعده، وتبعاتها كانت حروب وتدمير، ففي العام 648 ق.م كان على المدينة الاستسلام للمك «آشوربانيبال» بعد أن حاصرها لمدة عامين.

### الدولة البابلية الحديثة

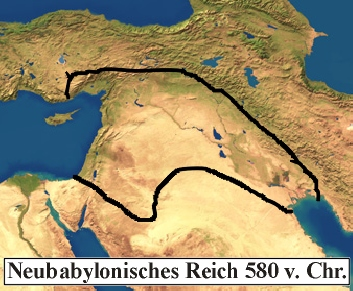
مملكة بابل الحديثة
(نحو عام 580 قبل الميلاد.)

اعتلى القائد العسكري نبو- ابلا- اُصر عام 625 ق.م. عرش بابل ما افتتح عصر الدولة البابلية الحديثة، فقد وحد الجماعات البابلية وتحالف مع الميديين الذي خلفوا عيلام في السيطرة على المناطق الواقعة في الشرق من البابلية، حيث عقدت الدولتان نوع من المعاهدة كما تزوج ابن نبو- ابلا- اُصر حفيدت الملك الميدي، ومن خلال هذا التحالف أصبح بالإمكان مواجهة آشور بل والتوجه نحو نينوى عاصمة آشور، حيث سقطت في العام 612 ق.م بعد حصار دام ثلاثة شهور. بعد موت نبو- ابلا- اُصر حكم «نبوخد نصر الثاني» (605- 562 ق.م)، الذي اظهر إمكانيات متميزة كرجل دولة وقائد عسكري وصانع سلام وصاحب مشاريع بناء ضخمة، لقد مكّن نبوخذ نصر في عهده جميع مدن البلاد من إعادة بناء معابدها، كما أمر بشق القنوات المائية وبناء السور المعروف بالسور الميدي وبوابة عشتار الشهيرة.
اخضع نبوخذ نصر مناطق غرب الهلال الخصيب (بلاد الشام) وفرض على المملك والإمرات والمدن جزية تؤديها لبابل، وهاجم المدن التي حاولت التمرد، كما حصل مع أورشليم حيث دمرها ونقل بعض سكانها إلى بابل والبابلية. بعد موت نبوخذ نصر في العام 562 ق.م خلفه ابنه «نبو- شوما- ؤكين» الذي غير اسمه إلى رجل مردوخ «امِيل- مردوخ»، إلا ان حكمه لم يدم سوى عامين حيث انقلب عليه قريبه القائد العسكري «نِرجال- شارّا- ؤصور» وانتزع العرش منه. وأدت النزعات الحادة مع الكهنة إلى تمكين «نبو نيد» الذي كان من عبدة الإلة سين إلى تسلمه عرش بابل في العام 556 ق.م، وقد حاول «نبونيد» كبح كهنة الإله مردوخ، ما جلب الكثير من المشاكل في عملية إعادة توزيع الأراضي الزراعية وتنظيم أجاراتها.
ترك «نبونيد» مقرّ الدولة لابنه «بِل- شارّو- ؤصور» وانسحب إلى واحة تيماء حيث تحكم بالقوافل التجارية المارة منها ومارس ضغوط اقتصادية على مصر.

### الولاية البابلية
بعد أن هزم الفرس الليديين توجه الجيش الفارسي بقيادة كورش الثاني نحو بابل ودخلها بعد مقاومة بسيطة في العام 539 ق.م، وتحولت بابل لإحدى الولايات (ساترابات) الدولة الفارسية الهامة. كانت الآرامية لغة المعاملات الرسمية في بابل، كما استمر العلماء باستخدام اللغة الأكدية وكتابتها، وقد قدم الدارسون من أنحاء العالم القديم من مصر وفارس والهند ليدرسوا على علمائها، فقد ضبط فلكيو بابل في القرن الخامس قبل الميلاد السنة الشمسية وأنشأوا في السنة 410 ق.م أولى مخططات الأبراج، ومن هذه الفترة تطور عن الفلكيات البابلية ما يعرف بعلوم الفلك الكلدية التي شكلت القاعدة للفلكيات في الفترة الهلنستية.
في العام 333 ق.م انتصر الكسندر المقدوني على الفرس وضم بابل لملكه، وقد تسامح الإغريق مع الثقافة البابلية وتفاعلوا معها وطوروها، فقد بني مسرحا في بابل، وبعد موت الكسندر تصارع خلفاؤه على الملك وتطاحنوا في حروب جرت الخراب على المناطق المتنازع عليها. في القرن الأول ق.م انتقل حكم بابل ليد الفرثيين.

## اقتصاد

### زراعة
تطلبت الزراعة في البابلية، عملاً مضنياً وتنظيماً دقيقاً، ولكنها كانت تثمر غلالاً وفرة، فمن الضروري شق القنوات لإيصال المياه إلى الحقول، وكانت أعمال القنوات الرئيسة مسؤولية الدولة. أما المزارعون فيتولون القنوات الصغيرة الثانوية والعناية بها. المألوف أن تبذر المحاصيل في أواخر الخريف وتحصد في نهاية الربيع. وكانت الغلال تحصد بالمناجل. ويبدو أن البابليين كانوا يستخدمون النورج للدراس، ثم يقومون بعملية التذرية، وبعدها بتخزين المحصول في أهراء قريبة من الحقول. أما المحاصيل فكانت من القمح والشعير، والعدس، والحمص، والكتان، والسمسم، والبازلياء والشوفان والدّخْن والجلّبان. واحتل الشعير المقام الأول من حيث الاستخدام البشري، فصنعوا منه الخبز والطحين والجعة (البيرة) الويسكي. واستخرج البابليون الزيت من السمسم لفقر المنطقة بأشجار الزيتون، وصنعوا الأنسجة من الكتان. وكان تمر النخيل من أكثر المواد الغذائية أهمية، واستخدم خشب النخيل استخدامات مختلفة في مجال البناء، ومن أشجار الفاكهة المعروفة التين والرمان والتفاح، وكثيراً ما استخدمت النباتات والأعشاب للتداوي.
وعن تربية الحيوان، كان البابليين يستعملون زيت السمسم بدلا من زيت الزيتون. وكانت سهول بابل مملوءة بالنخيل، وجلّه مثمر؛ وكانوا يقتاتون ببعضه ويستخرجون من الباقي عسلاً وخمراً، وكانت أشجار النخيل لكثرتها من أكبر موارد الثروة في البلاد، عُرف الكلب وهو من أقدم الحيوانات المنزلية لكثرة فوائده في الحماية والصيد. كما ربية القطط المنزلية. وربي البقر والغنم والماعز والخنزير. ففي المشاهد التصويرية رسوماً كثيرة للثيران، حيث الثور رمزاً لإله القمر، ونلاحظ أن الملوك كانوا يتلقبون باللقب الإلهي «الثور» إشارة إلى القوة. كما كان راعي الأغنام النموذج الحقيقي للرعاة ولقب «الراعي» اتخذه كثير من الملوك لأنفسهم. واستخدم الحمار وورد ذكر البغل أيضاً في الكتابات البابلية، أما الحصان فقد تأخر ظهوره في بلاد بابل، ومثله الجمل.
وإلى جانب الدواب ربية الطيور مثل الإوز والبط، وكذلك الدجاج والنعام والحمام.

### مهن وحرف
أستخدمت في البابلية الكلمة الأكدية «أومّانوتو» لتدل على الحرف اليدوية، ولفظة «أومّيا/أومّانو» على معلم الحرفة. وكان الغزل والنسيج، والخياطة والتطريز من أهم الحرف التي اختصت بها النساء. وثمة شواهد تشير إلى صنع أثواب ثمينة للملوك وكبار الكهنة وغيرهم، وكانت مادة الخياطة والنسيج الصوف والكتان. وعرفت الأقمشة الملونة وصباغتها بوساطة الشب والقرمز. وقد شاع استخدام الأنوال في النسيج. وكان ثمة حِرَف أخرى متميزة كحرفة صانعي الأكياس والسجاد. وتعد نصوص ماري البابلية القديمة ونصوص نوزي أغنى النصوص من حيث المعلومات المتصلة بصناعة السجاد.
ودبغت الجلود وصنع منها الألبسة والأحذية. ومن أكثر الحيوانات التي استفاد الناس من جلودها البقر، والماعز. واستخدام الجلد قليلاً للكتابة عليه. وكان القصب يستخدم في صناعة السلال وأعواد السهام والرماح، وفي بناء القوارب والمراكب النهرية، وصناعة الأبواب البسيطة والأثاث المنزلي، وفي بناء الأكواخ وتغطية أرضيات المنازل والحظائر في الريف، وكانت طبقات من الحصر القصبية تستخدم في بناء الأبنية الضخمة كالمعابد البرجية (الزقورة).
لقلة الأخشاب في بلاد بابل، فقد جلبت من الجبال الشمالية والغربية على الساحل الشامي. ويرد في المعاجم البابلية عدداً كبيراً من الأدوات الخشبية استخدمت في الأعمال المختلفة، وفي صنع الأثاث المنزلي، وكان للنجار دوراً كبيراً في بناء البيوت والمعابد والقصور، والمراكب النهرية والعربات ذات العجلات الخشبية.
كما كانت حرفة الفخّار شائعة في البابلية، لأهمية صناعة الآجر في البناء، وفي عمل الألواح الطينية (الرُّقم) للكتابة عليها، وفي صناعة الأواني والدّمى والأعمال الفنية الأخرى. وكذلك الحجّار، حيث جلبت الأحجار والصخور من المناطق الجبلية الآسيوية من زاغروس وإيران، والأناضول وبلاد الشام، للبناء وصنع الأدوات الحجرية، وفي النحت الفني. ويرد في النصوص لفظة «نباخو» أي الحداد، نَفّأخ الكور الخاص بصهر المعادن. واستخدم النحاس والبرونز في صناعة الأسلحة والأدوات. كما وجد صائغ الذهب والأدوات الثمينة من الفضة والمعادن الأخرى.

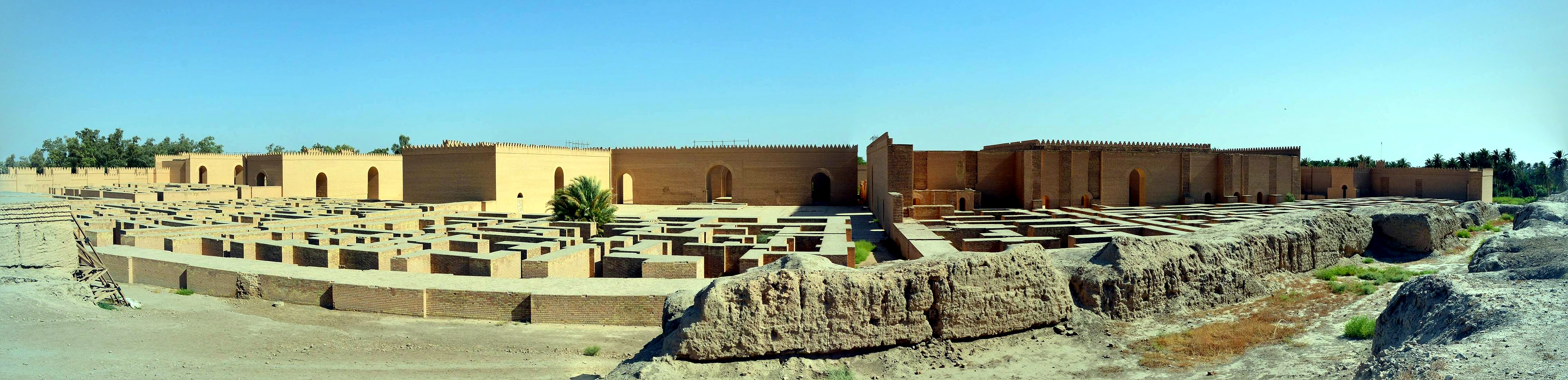
منظر بانورامي للقصر الجنوبي الذي أعاد الملك نبوخذ نصر الثاني بناؤه، تحيط بالقصر متاهه تستخدم كوسيلة دفاعية ضد الدخلاء، القصر يمثل تحفة معمارية تدل على التقدم الذي وصل اليه البابليون القرن السادس قبل الميلاد، بابل ، العراق.

### التجارة
وصلنا الكثير من نصوص اتفاقات تجارية، وقوائم جرد للبضائع، ومراسلات تجارية من بلاد بابل.
وكانت معظم النصوص التجارية تُوَثّق. وقد شاع اعتماد الحبوب خاصة مادةً للمقايضة، كما شاع استخدام الأغنام وسيلة لتقدير ثمن البضائع أيضاً. ثم حلت المعادن، ولاسيما النحاس والفضة محل المقايضة. وكانت الدولة تعقد الاتفاقيات التجارية مع جيرانها، وتحرص على فتح الطرق وحمايتها والسيطرة عليها، وتسيير القوافل التجارية التي تعتمد على الحمير وسيلة للانتقال، وقام التاجر «تمكارو» بوظيفة رئيسة في المجتمع البابلي: مشترياً وبائعاً بالجملة والمفرق، ممولاً ومستثمراً وبديلاً عن المصارف. أما البضائع التي كانت تصدر من البابلية فهي الحبوب بأنواعها، والتمور والأدوات المصنعة والمنسوجات. وكانت تستورد المواد المعدنية الخام من إيران، والأناضول وبلاد الشام، وزيت الزيتون والنبيذ والأخشاب من بلاد الشام كما كانت تجارة العبيد رائجة.

## سياحة
أدرجت منظمة اليونسكو مدينة بابل القديمة على لائحة التراث العالمي باعتبارها من أحد المعالم التاريخية والسياحية في العالم.

#### أهمية بلاد بابل التجارية[8]
سبب  قيام تلك الممالك في مكان لا يكفي الآن لسكنى عدد قليل من القبائل الرَّحل والسبب في ذلك هو إن الطريق الذي اخترق قديماً تلك البلدان العظيمة كان أكبر طرق العالم القديم، والطريق الوحيد الذي كان يصل الشرق الأقصى ومصر بأوربا، وينقل أهل الشرق إلى شواطيء البحر الأبيض المتوسط، وهكذا كانت القوافل الكثيرة لا تنقطع عن تلك الممالك آتية من صيداء وصور، وكانت السفن تنقل إليهما الغلال والمصنوعات والمواد الثمينة من بلاد الحبشة، صاعدة نهري دجلة والفرات عن طريق الخليج العربي. فكانت حركة التجارة سبباً في عمران تلك البنادر العديدة  التي كانت بمثابة مستودعات تجارية على امتداد طريق تلك القوافل.

### الصناعة[8]
إن ضياء العلم وبهجة الرخاء كانا دعامة مجد.بابل التي روَّج صناعها الماهرون، وتجارها النشاطى، مصنوعاتهم وبضائعهم في أنحاء العالم المعروف، فعادت عليها بالثروة الوافرة. وقد ذكر النبي «أرميا»:(ن الله سوف يرسل إلى بابل أعظم مدن العالم في العمران، جموعاً من الأمم ليثيروا من بقاياها. فقد كانت بابل كأس ذهب بيد الرب). وأهم صناعات بابل التي لم يجارها فيها مجارٍ في العهد القديم هي صناعة الأنسجة مم الشفوف الخفيفة، إلى البسط الفاخرة التي تباع بأغلى الأثمان.وفي الخشب والجلود فقد كان استعمالها ذائعاً في كثير من الصنائع، ومنها صناعة السفن، لأن البابليين كانوا ملاحين في الأنهر والبحار، وقد وصفها هيرودتس(السفن التي تستخدم للذهاب إلى بابل مصنوعة من الجلد على شكل مستدير، ويستعان على ذلك بخشب الصفصاف ثم يكسونن بالجلد حتى يصبح كالدرع). وقد برعوا في صناعة الأوعية الفخارية الضخمة التي أُستخدمت كتوابيت للموتى على ضفاف الفرات، تبلغ نحو سبعة أقدام طولاً وثلاثة عرضاً مغطاة بطبقة من الغاب يسطحون عليها الموتى،  وكل واحد من هذه الهياكل العظيمة ممسكاً بيده اليسرى وعاء من النحاس، وجدت هذه المقابر مطمورة في الأرض في رواب وتلال.

## مجتمع
كانت الأسرة في كل أرجاء المشرق العربي القديم مبنية على سلطة الأب، ولكن حقوق الأب لم تكن مطلقة. ولم يسمح تعدد الزوجات إلا في حالات نادرة، لاسيما إذا كانت المرأة عاقراً، أو تعاني مرضاً عضالاً. وعلى الزوج أن ينفق عليها إذا أرادت البقاء عنده، وإلا فعليه أن يدفع بائنتها كاملة، وإذا كانت ذات ولد، فعلى الزوج أن يدفع لها كذلك نصف أملاكه. وتمتعت الزوجة بمكانة اجتماعية مساوية للرجل، ولها حق العمل، بعد أخذ موافقة الزوج. وفُضل المواليد من الذكور على الإناث، وللبكر مزايا خاصة، وكان نظام التبني متشراً في البابلية.

### الطبقات الاجتماعية
- الأحرار، وهم مواطنو المدن والفلاحون والرعاة.
- «الموشكينو» وهؤلاء يمثلون الطبقة الوسطى، وهم أقرب إلى طبقة الأحرار من الناحية الاجتماعية، وأشبه بوضع الموالي في العصر الجاهلي وفي صدر الإسلام عند العرب.
- العبيد، وهؤلاء يخصون دائماً أفراداً معينين أو المعابد. وللعبد أن يمارس التجارة بموافقة سيده وله علامة وهي حلاقة نصف الرأس حتى لا يهرب، وإذا هرب توجب على الموظفين القبض عليه وإعادته إلى مالكه. ويعود أصل الكثيرين من العبيد إلى أسرى الحروب وسباياها. وللعبد أن يعتق نفسه، وقد يتبناه أحدهم، وكانت معاملتهم مقبولة، ويعدون أفراداً تابعين للتجمع المنزلي.

ولم يكن المجتمع الشرقي القديم بعامة حتى في المدن الكبيرة مستقراً تماماً، فمع وجود الأسرة، ثمة الأسرة الكبيرة، أو العشيرة التي كانت تعيش في المدينة والقرية، وتجاور البدو والرعاة. وقد نجح عدد كبير من هؤلاء في تطوير أنفسهم وصاروا جنوداً وضباطاً، وتمكنوا من الارتقاء إلى منصب الحاكم أو الملك، وتأسيس أسر حاكمة، كما كانت حال مؤسسي السلالتين البابلية الأولى والبابلية الحديثة.

## دين

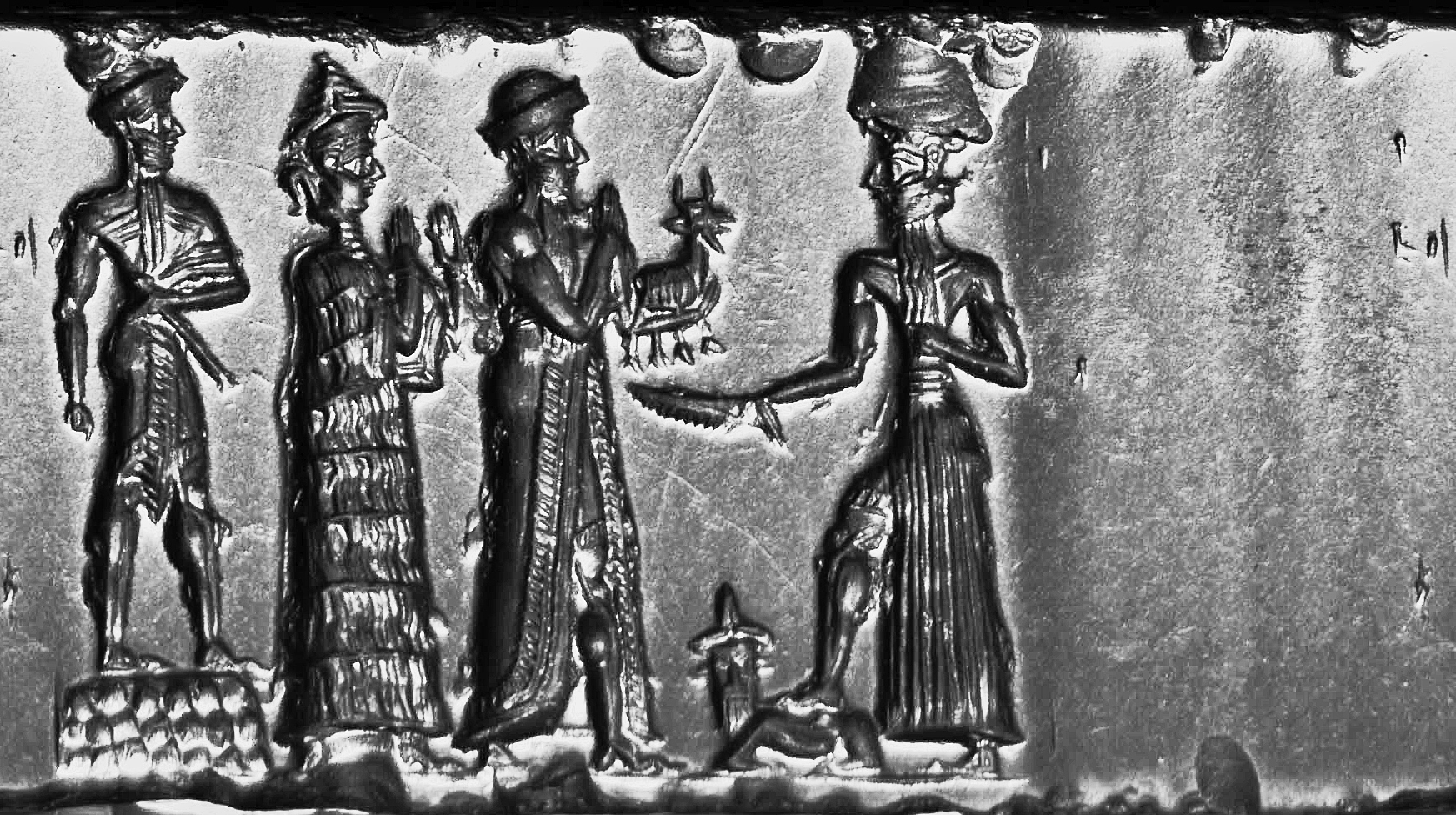
ختم اسطوانة بابلي قديم من الهيماتيت ، يصور الملك وهو يقدم قربان إلى الآله شمش.

كان للبابلين آلهتهم الخاصة، يرأسها إله مدينة بابل مردوخ الإله الخالق، الحامي للأفراد، وإله الحرب كذلك، وهو ابن الإله «ايا» إله الحكمة، وله ابن يدعى «نَبُو» حامي الكَتَبَة والمتعلمين. وكانت الإلهة عشتار إلهة كوكب الزهرة وإلهة الخصب والحرب معاً، و«سين» إله القمر، و«شمش» إله الشمس والحق والعدالة. كما بقية عبادة الآلهة السومرية، لكن بأسماء بابلية، ولكثير من الآلهة مدينة رئيسة يقوم فيها المعبد الرئيس لعبادة الإله، ولكن عبادته تنتشر في كل المدن وأرجاء الدولة، فمركز رئيس مجمع الآلهة السومرية ـ البابلية «آنُ/ آنو» في مدينة أوروك (الوركاء)، ومقره السماء. والإله السومري إنليل وجد معبده الرئيس في مدينة إريدو، ولعشتار معبد رئيس في مدينة أوروك أيضاً. والإله«نبو» في مدينة بورسيبا. عيد «أكيتو» رأس السنة أهم الأعياد البابلية، وتمتد الاحتفالات به عدة أيام، ويتم في الأصل في الخريف، ثم تحول إلى الربيع. وكانت تنقل فيه تماثيل الآلهة في موكب مهيب إلى بيت خاص بالاحتفال يقع عادة خارج نطاق سور المدينة. وجرت العادة أن تتلى صلوات وأناشيد على شرف الإله مردوخ الذي كان معبده البرجي (زقورته) في بابل أضخم نماذج تلك المعابد.

### المعتقدات الدينية
لم يكن لكلدة القديمة، سوى دين واحد، هو (عبادة قوى الطبيعة) مضافاً إليها (تكريم الموتى).إن شهرة حكماء الكلدانيين اجتذبت إلى بابل فلاسفة الأغريق والحجاج المتعطشين إلى معرفة الحق من ضفاف نهر «الجانج» المقدس في الهند. فكان دينهم هو مصدر كل ديانات أهل آسيا القديمة، من يهود وسوريين وفينيقيين وغيرهم، فلم تكن فينوس(الزهرة) التي ظهرت في أساطير الأغريق فوق أمواج بحر (إيجة) إلا (أسترته Astarte) أو عَشتروت سوى إيستار الكلدانية. و (أوانس Oannes) الإله السمكي يطابق نبتون و (أنا Ana) زوج (اللات Allat) وملك الجحيم هو (بلوتون pluton) و (هيا Hea) المخلَّص هو ذاته المثال الذي احتذاه الإغريق لهرقلهم الجبار، وهذا باباً يصور لنا ما شرع الإغريق في إقتباسه من أنصاب وآلهة البابلين .
○ أما أقتبسته عنهم اليهودية والمسيحية فكل ما ذُكر في التوراة من عناصر فوضى الكون الأولى، وإن الأرض كانت خربة وخالية، وروح الله يرف على وجه المياه، إلى آخر ما ورد في الإصحاح الأول من سفر التكوين عن خلق الكون، والتسليم بوجود الحيوانات قبل الإنيان  وقصة الطوفان، وفُلك نوح، وبرج بابل وبلبلة الألسن، جلّ هذا له ما يماثله في أقدم النصوص المسمارية.
أما نظر البابليين للأموات والأرواح إنها تقبع في ظلام الأبدية وتظل حائمة هائمة بعد دفن الجسد وغذاؤها التراب، والروح الغاضبة تستحيل شيطاناً مؤذٍ يمطر المصائب على رؤوس المقصرين، وعلى النقيض من ذلك الميت الذي يُعتنى بتنيطه ودفنه، وتزيده بما كانت تميل إليه نفسه في حياته، فإن روحه لا تعود إلى الأرض إلا لتُحسن إلى الذين حققوا لها الروح الأبدية. ولم تكن للبابليين سبلا في تحنيط كالذي أتقنه الفراعنة، لكنهم عنوا عناية خاصة أيضا بحفظ أجسادهم، بتغطيتها بأشرطة مدهونة بالقطران، ثم يقيمون على سفوح التلال التي تخفي القبور نظاماً بديعاً يحول دون تسرُّب الرطوبة في داخلها.

## القانون

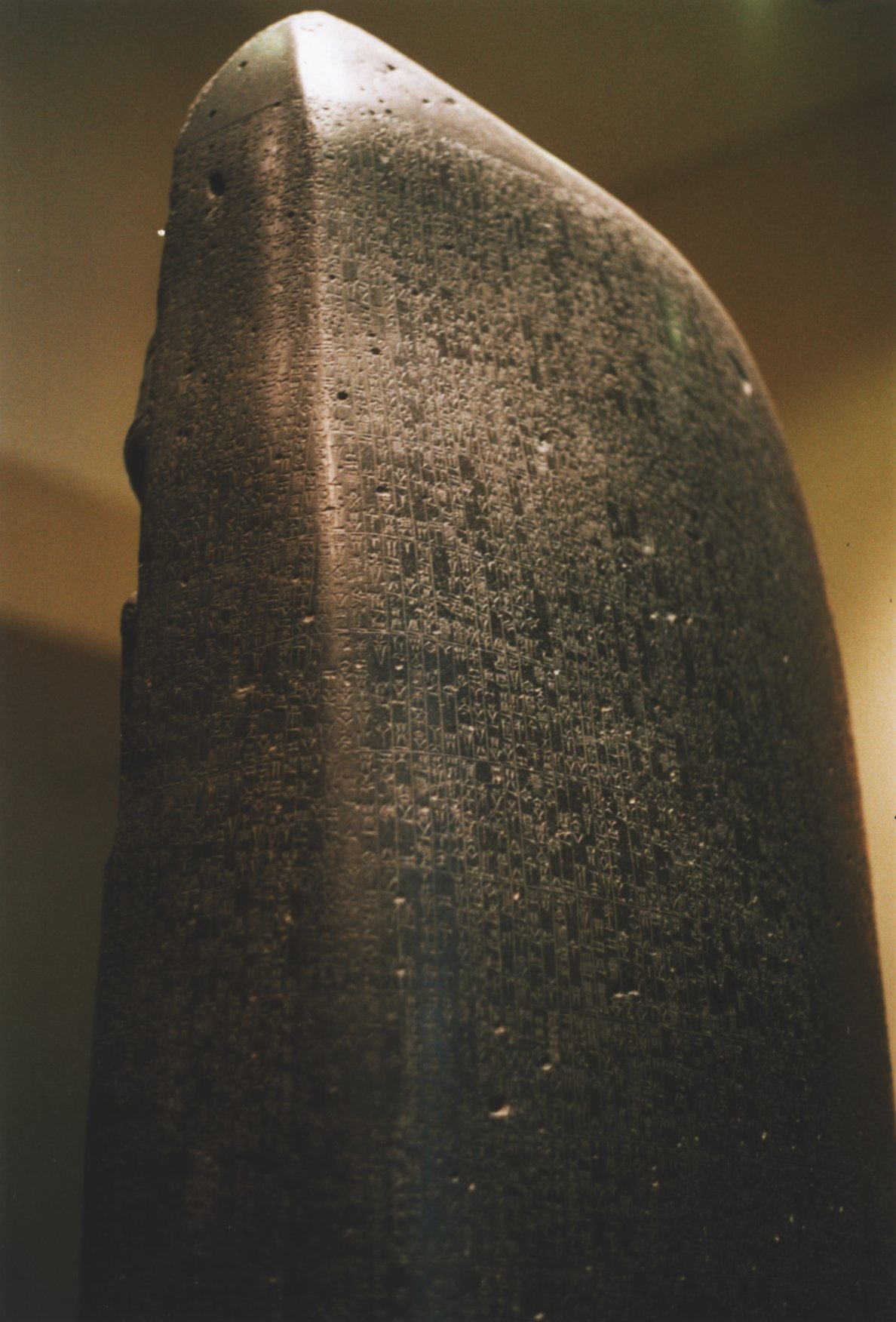
منظر جانبي لشريعة حمورابي في متحف اللوفر.

كانت كلمة دين في الأكدية (البابلية) تعني «مسألة قانونية، حكم قانوني» والقاضي يدعى ديّان، والمسؤول عن حماية القانون والعدالة جميع الآلهة، وفي مقدمتها إله الشمس (شمش) الذي يوصف بأنه يرى كل شيء. أما الملك فهوالذي يتولى مسؤولية تطبيق القانون على الأرض، وهو القاضي الأكبر. عرفت بلاد بابل تشريعات سومرية تعود أقدمها إلى الملك «أورنامو» (2111-1994ق.م)، ثم تبعتها تشريعات الملك «لبيت عشتار» ملك إيسن (1934-1924ق.م). ثم أصدر ملك أشنونة بعدها تشريعاً كُتِب باللغة البابلية. أما أبرز تلك الشرائع كان قانون حمورابي الذي يشتمل على نحو 200 مادة قانونية تعالج أموراً كثيرة تتعلق بشؤون الأسرة والعبيد والأراضي والتجارة.

## أدب
اللغة البابلية واللغة الآشورية لهجتان من اللغة الأكدية التي سادت في بلاد ما بين النهرين قبل ظهور المملكة البابلية القديمة والمملكة الآشورية القديمة. واستطاعت اللغة البابلية التي وصلت في عهد حمورابي إلى مرحلة النضج والكمال الذي يتجلى في قانون حمورابي، أن تسود عالم الشرق القديم، وتغدو لغة الوثائق السياسية والاقتصادية في تلك المناطق نحو ألف عام، إلى أن حلت محلها اللغة الآرامية الشقيقة. أما كتابتها فكانت بالخط المسماري المقطعي الذي طورته ليخدم أغراضها المختلفة. كان الأدب في العصر البابلي القديم استمراراً للأعمال الأدبية السومرية ذات التأثير الكبير في أدب ما بين النهرين عامة، ثم مالبث أن تحرر من التقليد إلى الإبداع إذ ظهرت أعمال أدبية عكست التطورات المعيشية، ونضج اللغة التي باتت تهتم بالأسلوب الفني والجمالي. وكانت الأسطورة مجالاً لاستيحاء إجابات عن تساؤلات كانت تراود مخيلة البابليين عن العالم الذي يعيشونه، وعن مسائل مثل الخلق، والموت، والخلود، والخطيئة والعقاب. ومن أبرز الأساطير أسطورة «أترخسيس» التي من أبرز موضوعاتها خلق الإنسان وصراع الآلهة، والطوفان، والعقاب الإلهي. وملحمة جلجامش في نسختها البابلية التي تدور حول فكرة الحصول على الخلود والشباب الدائم. وأسطورة أدابا الذي يضيع على نفسه فرصة الخلود. وأسطورة «إتانا»، أول ملوك مدينة كيش بعد الطوفان، الذي يشغله الحصول على من يرثه. وأسطورة نزول عشتار إلى العالم السفلي الذي لا رجعة منه، ولكنها تعود بمساعدة الإله «غيا» الذي يعيد إليها الحياة، ويُقَدّم الإله دموزي (تموز) فدية لها، فيُرْسَل بدلاً منها، ويتناوب الإقامة في العالم السفلي كل ستة أشهر، ويغيب معه الخصب والخضرة مؤقتاً رمزاً لتبدل فصول السنة. ثم تظهر أسطورة بابلية إبداعية في القرن الثامن قبل الميلاد هي أسطورة «إرّا» إله الطاعون والدمار الذي يتخلى له الإله الوطني مرودخ عن العرش مؤقتاً ليقود حرباً لإخضاع البشر الذين ما عادوا يتركون للآلهة فرصة للراحة، لكنه ينجح في النهاية في تحقيق الاستقرار للبلاد وتصحيح الأوضاع ويندم على فعله الدموي، ويقنعه وزيره بتوجيه ضرباته إلى أعداء البابلية. ومن الأعمال المهمة أسطورة قصة الخلق البابلية التي تعرف بمطلعها «إنوما إيليش» أي «عندما هناك في الأعالي»، وتتناول الموضوع القديم برؤية جديدة لتكريس مكانة الإله مردوخ رئيساً لمجمع الآلهة الرافدي. وظهرت كذلك قصيدة «لأمجدن سيد الحكمة» التي تعبر عن يأس الإنسان البابلي في العصر الكاشي وتشككه في العدالة الإلهية، وتشاؤمه لكثرة المصائب التي حلت به. وتقرن هذه بسفر أيوب في كتاب التناخ. وعرف في بلاد بابل أدب الحكمة الذي يضع في أولوياته أهدافاً أخلاقية ـ تربوية كالأمثال المنظومة شعراً، والمواعظ، والقصص الديني، وحكايات الحيوان، والمناظرات أو المحاورات التي تجري على ألسنة الحيوانات، وبين النبات وبين الناس حول موضوعات متنوعة كالعدالة الإلهية، والحب. وألف الكتاب تراتيل دينية وابتهالات إلى الآلهة، وحكايات فكاهية ساخرة، ومنها حكاية الفقير الذي أهدى الحاكم نعجته وهي رمز لحلم الفقراء بالانتقام من الأغنياء المتسلطين على قدرهم.

### تاريخ اللغة البابلية:[8]
دلَّت الآثار الخطبة التي وجدت في أرض الجزبرة أنه كان فيها لغتان، أقدمهما (السوماروأكادية) التي تكلم بها الكلدانيون الأولون، وهي عبارة عن ألفاظ كوشية في صيغ طورانية، والثانية من أصل سامي محض، وهي الآشورية التي تغلبت على اللغة القديمة فحلت محلها في بابل ونينوى. وكانت الكتابة المسمارية الكلدانية والآشورية هي كتابة صوتية وليست هجائية، وأقدمها مستنبط مباشرة من الكتابة الهيروغليفية، وقد عكف الكلدانيين قديماً على الكتابة على ألواح من اللبن اللين، والآلة التي استعملوها هي سبب تلك الأركان التي ظهرت في خطوطهم، فكانت تلك الآلات من سن الفيل، تنتهي بطرف على شكل مثلث، فيحصلون على الشكل الذي تكون أوضاعه المتعددة تلك الخطوط المسمارية. وهذه الخطوط تتركب من ثلاثة أنواع من الحروف؛ الحروف الأصلية الدالة على الأصوات، ثم العلامات المتفق عليها والتي لم يكن لها قيمة صوتية، وحروف الدلالة التي توضع أمام أسماء الأعلام وتوضح ماتدل عليه الكلمة التالية لها إلها كان أم جبلا أم رجلاً أو مشعباً أم معدناً. أما الخطوط التي كانت تكتب على جدران القصور من الخارج والداخل، فقد كانت مخصصة للملوك والحوادث المتعلقة بهم. والمواد  التي أستخدموها في الكتابة تدل على شدة شغفهم بتخليد أعمالهم، لذا استخدموا الآجر لأن رمل الصحراء يغطي تلك الألواح فيصونها. وقد كُتِبت الألواح على ترتيب ونظام خاص، حيث إن آخر سطر من كل صفحة يكتب مرة ثانية في رأس الصفحة التالية لربط الصفحات ببعضها.
أما أدبهم كان الكلدانيون لا ينشرون مكتشفاتهم بعبارات موجزة بل كانوا يضعون في ذلك كتباًحقيقة، ومؤلفات شاملة وكانت لهم مكتبات وكتب ومدارس عامرة منذ أربعة آلاف سنة قبل المسيح، ولقد أخذ المؤرخ (بيروز) تاريخه مباشرة عن كتب بابل. لأن الأغريق يذكرون هذه الكتب التب طالت شهرتها وذاعت. حتى أن (داسماشيوس) تحدث في رسالة «الأصول الأربعة» عن أصل الخليقة، مما استنبطه من مخلوقات كلدانية وجد لها ترجمة في مكتبة آشور بانيبال. لذلك كان يقول ديودروس، وهيرودوتس، وأرسطو، أن نمو العقل البشري كان مترعرعاً وكاهلاً فوق ضفاف الفرات قبل أن يولد ويظهر على ظفاف النيل.

## علوم

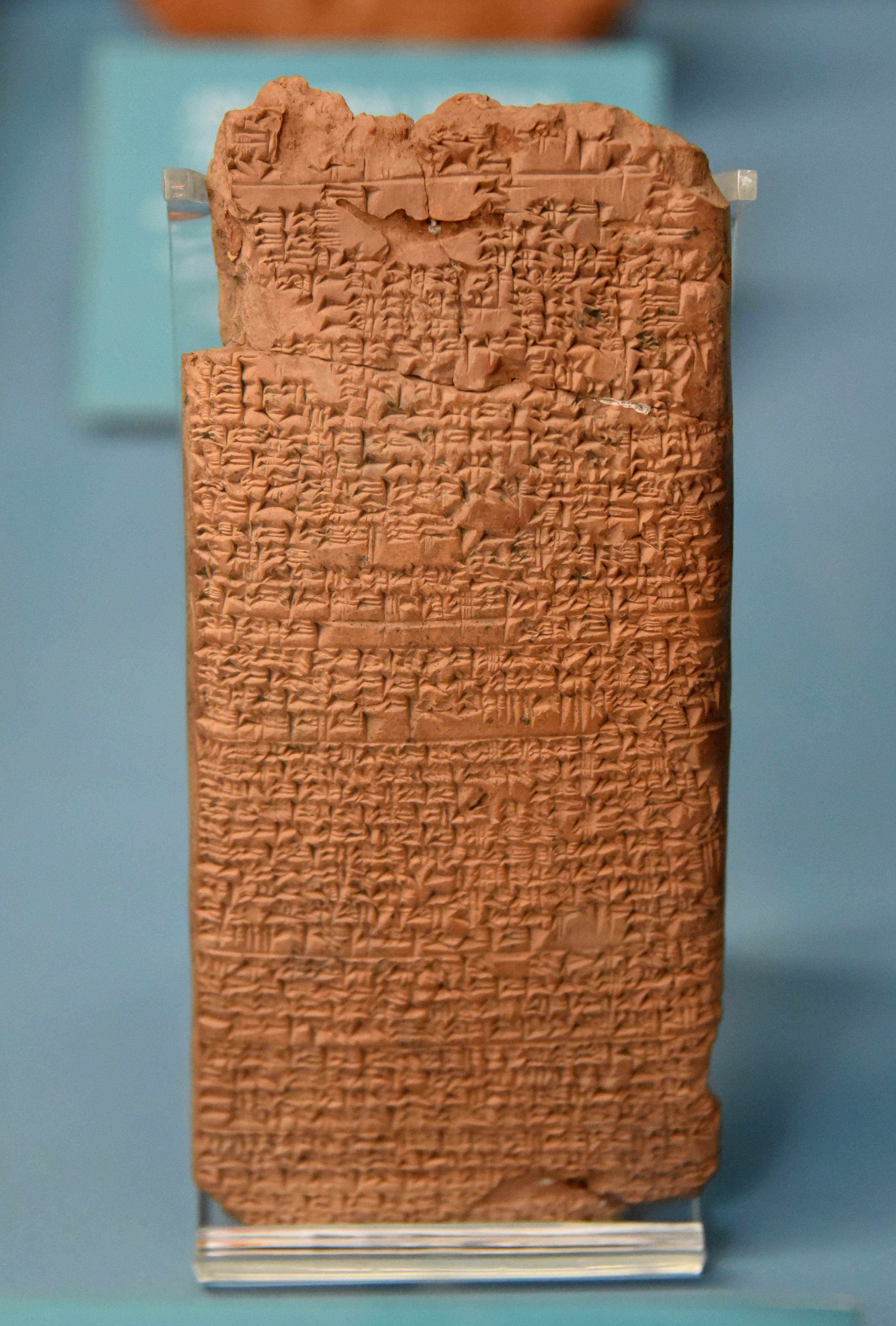
وصفة طبية خاصة بالتسمم. من نيبور ، العراق ، القرن الثامن عشر قبل الميلاد. متحف الشرق القديم ، اسطنبول.

تطلَّب العمل في الزراعة وقياس الأراضي وبناء قنوات الري القصور والمعابد وسواها ومزاولة التجارة معرفة الحساب والهندسة والجبر. وكان النظام السائد في بلاد الرافدين كلها هو النظام الستيني سواء في الحساب أو في أنظمة قياس الزمن أو المكاييل والموازين. فقسمت السنة إلى اثني عشر شهراً واليوم إلى أربع وعشرين ساعة، وهو النظام المعمول به حتى اليوم. وعرفة فكرة المربع والمكعب وتمكنوا من حساب مساحة الدائرة ومحيطها. واهتموا بمراقبة الكواكب لاعتقادهم بتأثيرها في حياة الناس بوصفها آلهة، وربطوا بين حركاتها ومظاهر الطبيعة المختلفة، وهذا ما أدى إلى نشأة علم التنجيم عندهم، فقسموا دائرة فلك البروج إلى اثني عشر برجاً. وهناك أشخاص راصدوا النجوم في الليل والنهار وتتبعوا مساراتها ودونوا مراقباتهم وأرصادهم، وقد مكنهم هذا من التنبؤ بحدوث الخسوف والكسوف، وهكذا صار لهم شهرة كبيرة في هذا المجال.
أما الطب فقد ارتبط عندهم بالسحر، وكان المريض يعالج على أساس أن روحاً شريرة دخلت جسمه، ولذلك قام العلاج على الرُّقَى السحرية والأدوية النباتية والحيوانية وغيرها. وهناك رقم تصف تشخيص بعض الأمراض وأعراضها وطرق معالجتها. وعرفوا أنواعاً كثيرة من العقاقير الطبية والمراهم، وسمح للطبيب بممارسة الجراحة حسب ما جاء في قانون حمورابي على أن يتحمل النتائج المترتبة عليها.
وكان في بابل مراصد هرمية عالية، إلى جانب قصور الملوك، يرصد بها الفلكيون الفلك وحركاته، التي استمرت زمنا طويلاً وكل البيانات الفلكية ترجع إلى عهد نبوخذ نصر ٧٢١ قبل الميلاد. ففي عصره كان البابليون يعلمون كثيراً عن الكواكب الظاهرة للعين المجردة ويعلمون أن السنة الشمسية ٣٦٥ يوماً. وقد ذكر ديودروس الصقلي (كان البابليين يقضون حياتهم في المسائل الفلسفية، ولهم شهرة لا تجارى في علم التنجيم وتفسير الأحلام) وأهم علم في نظرهم العلم الخاص بحركة الكواكب السيارة الخمسة، التي يسمونها «الترجمان» وكانت لديهم آلات لقياس الزمن، منها المزاول الشمسية والساعات المائية.

## النظم الساسية والاجتماعية[8]
كان الحكم في بابل أقرب إلى رجال الدين منه إلى غيرهم، ففي بابل فقد كان الملك يخضع للكهنة  أبناء قدماء الكلدانيبن، وحكوماتهم لم تكن تقبل غريباً عنهم كما ذكر ديودروس، وينزعون دائما إلى الأستقلال والعصيان، وقد أوجز وأسهب  ديودروس في الحديث  عن ذلك (كان الملك لاستتباب الأمن في بلاده، وإخضاع الشعوب لسلطانن، يؤلف كل سنة جيوشاً، يختار قوادها من كل عاصمة من عواصمه، تعسكر خارج كل مدينة، وهكذا كانت الشعوب المختلفة مضطرة إلى احترامها لأن الجيوش كانت تعسكر على مقربة منها مستعدة دائما لتأديبها). وسلاح هجومهم هو القوس، السيف، والرمح، والمنجنيق، والكبش، وكانت بالغة من الإتقان   والجنود إلى قسمين؛ المشاة والفرسان، وكانت جيوشهم كثيرة جداً فقد كان مصدر عظمة مملكة بابل في أرض الجزيرة هو قوة الجيش ونشاط التجارة.

### الأخلاق والعادات
وصف هيرودوتس ملابس البابليين قائلاً (كانوا يرتدون قمصاناً طويلة من الكتان تصل إلى أقدامهم وفوقها قمصان أخرى من الصوف وفوق ذلك عباءة من نسيج أبيض). وكانوا لا يقصون شعورهم بل يتركونها مسدلة ويضغون على رؤسهم قلاني على شكل التيجان ويتدلكون بالطيوب. ولكل منهم ختم وعصا في رأسها شكل تفاحة أو وردة أو زنبقة، أما الكهنة والملوك فكانت ثيابهم أطول من ثياب الشعب، ومزركشة بالنقوش البديعة، وأطرافها محلاة بالرساعات والأهداب. ويتدلكون بالأطايب، ويتحلون بالعقود والأساور والدمالج والأقراط، ولعل هذا الوصف يصوّر ميل نفوس البابليين التوّاقة إلى كل جمال وفن وإيثارهم النقوش حتى في تينك الصغائر كأبلغ ما يكون عن نفوس وهّاجة تشع رونقاً وتصدح بشموخ وأنفة وتفردّاً.

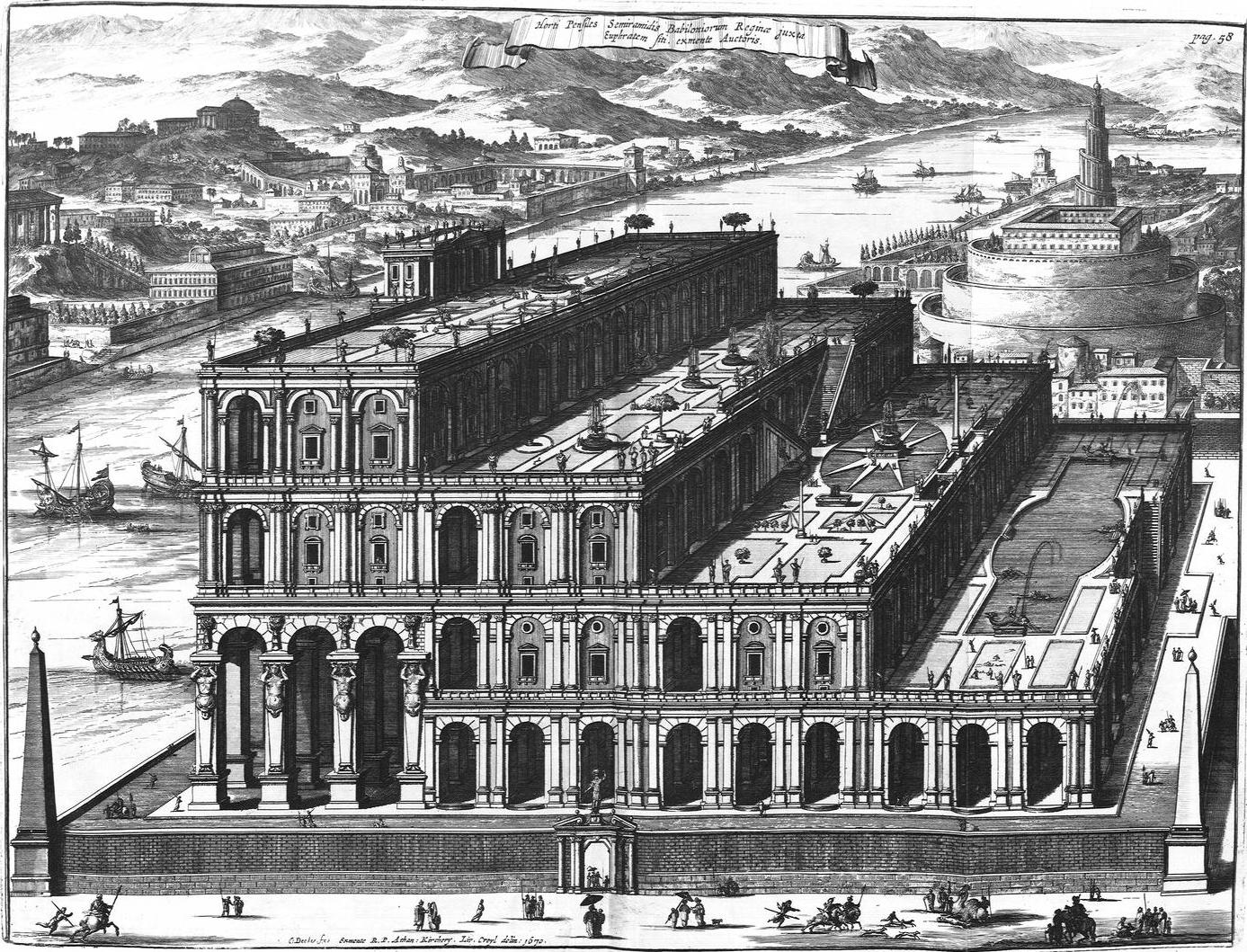
وصف تخيلي لجنائن بابل المعلقة من كتاب "turris babel"

## فن الإنشاء والعمارة[8]
إن البابليين عدَّوا من أعظم المشيدين، حيث إن جمال مدنهم وفخامة أبنيتهم اشتهرت بين شعوب العهد القديم، بل إنّ جنائنهم المعلَّقة، وأسوار بابل هي إحدى عجائب الدنيا السبع. وكانت بابل دائما النموذج الذي تحتذي مثاله نينوى ولم يجرؤ الآشوريون أن يحيدوا عن قواعد الفن التي روعيت في تشييد مبان عظيمة مثل معبد بعل (Bel)، و"الجنائن المعلَّقة"  التي بناها الملك "بخنتصر" لمعشوقته أما حيطانها فكانت بسمك سبعة أمتار من الطوب الأخضر، وكُسيت بالآجر بسمك 7,80  وأما قمّتها فهي بإرتفاع 111,36 متراً وخُطَ في وسطها طريق بعرض 25 متراً لمرور المشاة الركبان والمركبات، ومغطاة بطبقة من الغاب أو القصب والأشجار التي تعددت أسمائها وأنواعها  تبهج النفس والأعين الرانية إليها . وألمع ما أتفرّدوا به هو المعابد والقصور والأسوار، والقنطرة التي أقامتها "سيراميس" فوق نهر الفرات. وقد أبان المؤرخ هيرودوتس طبيعة منازل خاصة الشعب " كانت تؤلف من ثلاث أو أربع طبقات "
وتجلّى فن العمارة في أبهى صوره في المعابد والأبنية الدينية "زجورات zigurat"  الفخمة  والقصور التي عُدَت هي زينة بلاد، أما الزجورات فهي هرم ذي طبقات أعتادوا أن يجعلوا عددها سبع ، وترتفع إلى علو شاهق وأرتفاع أعلى الأدوار لايزيد عن عشرة أمتار وكل طبقة تدهن بلون خاص يختلف عن غيره، ويرمز إلى أحد الكواكب السيارة  تشبه على وجه التقريب الأهرام المصرية المدّرجة، وأبرزها قصر (خورزباد) الذي أُطلق عليه اسم المرصد ومعبد بيلوس(Belus) الشهير المكنى الآن بأسم "بير نمرود". أما عن سر إنهيار أبنيتهم تلك فذاك عائد لا محال إلى طبيعة المواد التي أُستُخدِمت في تشييدها، فقد أقتصروا الآجر  واللبن ومما لا ريب فيه إن الحجر لم يكن داخلاً في تشييد تينك الآثار.

### فن النحت والتصوير الملون

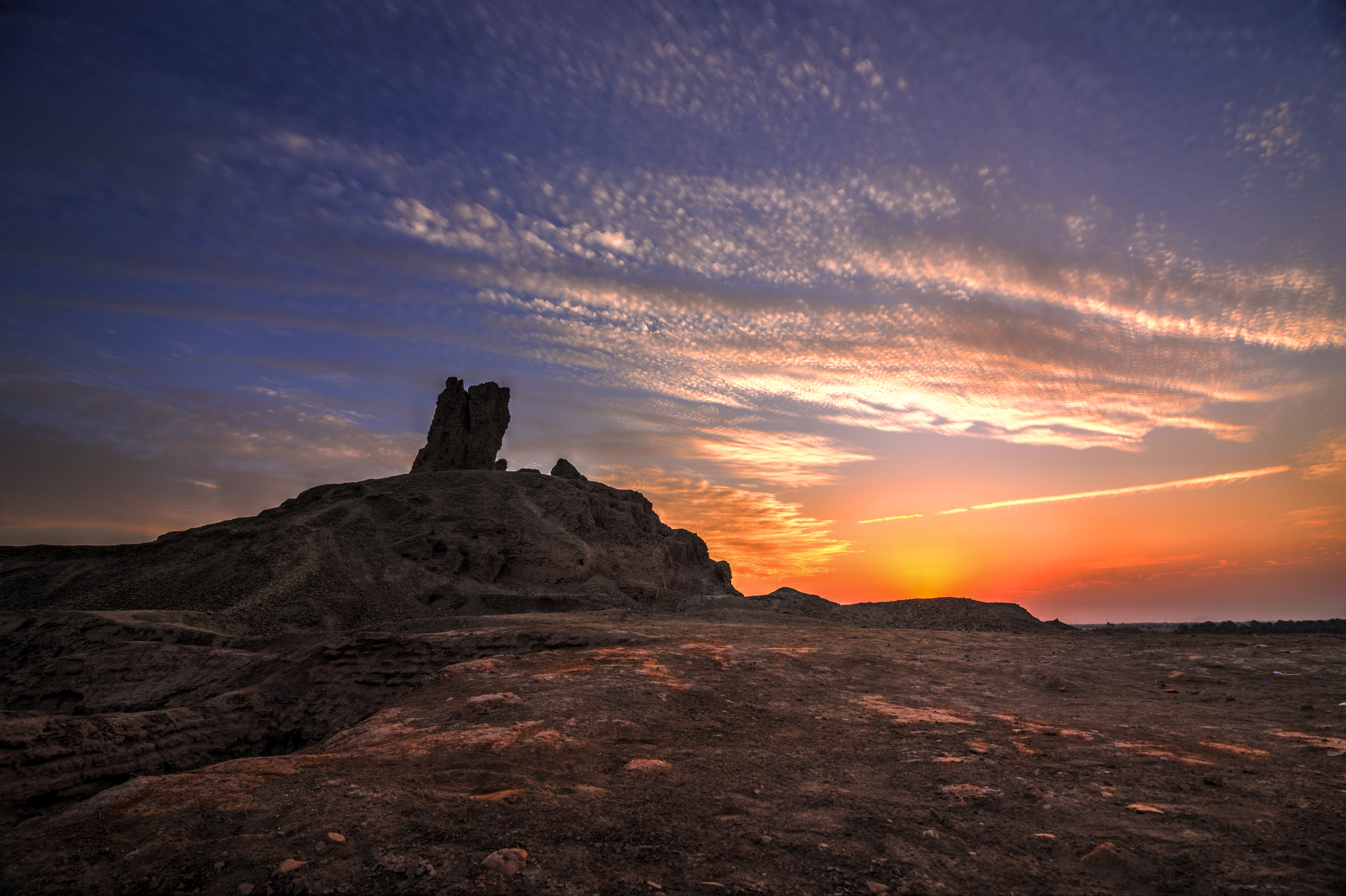
الزقورات في بابل

ما عُثرَ عليه من أعمال النحت هي التماثيل التي نبشها المسيو «دي سارزاك» في تل لوح في بابل، وقد نُقِلت كمثيلاتها إلى الأقاصي في متحف اللوفر بفرنسا، يهتدى بها إلى أن طوراً قديماً جداً من أطوار فن النحت قد عثر عليه في أرض النهرين. وقد وجد عليها اسم (جوديه Goudeah)  الذي يحتمل أن يكون اسما لملكٍ بابلي، وامتازت بالفخامة المقرونة بالخشونة والبساطة، وصور لمناظر تمثل موقعة حربية أو حادثة صيد عليها مسحة الهدوء والسلام، وتوجد كذلك نماذج لتينك التماثيل في المتحف البريطاني.
أما عن فن التصوير الملون فقد برع به البابليين أيّما براعةً، فإن رسوم الحيوانات سواء أكانت بارزة أم مقببة، فإنها لإتقانها البديع قد تكون ناطقة، فقد عكفوا على تصوير معبوداتهم بأشكال خيالية نصفها بشري ونصفها الآخر حيواني بإجسام عظيمة القوة وأجنحة وسيقان رشيقة، وهذه الهول تبرز مقدمتها من الجدران وتستعمل لزينة مداخل القصور. وبواسطة هذه المنتجات الفنية كالأثاث المنزلية  من  العاج والمزهرياا اابرونزية والأقمشة المطرزة، والسيوف، والأسلحة، والحلي، قد استطاعت الحضارة البابلية أن تتسرب إلى بلاد الغرب، وجملة ما ذُكر فأنه يجعلنا على بينة بنفاسة عقل وروح ورهافة حس سكان بلاد بابل.

## المصدر
- ترجمة عن Babylonien
- أحمد ارحيم هبو (البابليون: الموسوعة العربية)